# Federación de Etiopía y Eritrea
La Federación de Etiopía y Eritrea fue una nación soberana existente en el este de África durante 10 años, desde el año 1952 hasta el año 1962, año en que se proclamó el Imperio etíope, y Eritrea fue anexionado como territorio de Etiopía.

## Causas que formaron la Federación
En 1952, el territorio de Eritrea se encontraba bajo administración militar británica desde que este país hiciese allí una intervención tras la Segunda Guerra Mundial, y Etiopía se encontraba en una situación relativamente parecida a antes de la invasión italiana ya que los aliados había devuelto el trono de este país a Haile Selassie.
Fue en ese año en que la ONU aprobó la creación de una Federación entre estos dos países, con un control etíope, demostrado claramente en la capital. La historiografía actual no deja lugar a dudas de que esta acción se hizo para atender las pretensiones territoriales de Etiopía y ofrecerle una salida al mar Rojo con el fin de que Estados Unidos y el Reino Unido mantuviesen un aliado en ese lugar estratégico. Incluso las cláusulas de la unión a la federación que hicieron firmar forzosamente a Eritrea demostró más tarde, en 1962 con la colonización etíope, que Eritrea no tenía base legal para defenderse de ese acto contra su integridad territorial.

### Economía
La Federación formada por Etiopía y Eritrea no era un país especialmente fuerte económicamente, pero debido a la época de conflictos en la que existió, pudo aprovechar las necesidades de petróleo de Estados Unidos ayudando en el transporte de este por el mar Rojo, aunque progresivamente Etiopía decidió ceder el puerto de Asmara por la promesa de un programa militar para el ejército de Etiopía que se cumplió en 1970.

### Política
El gobierno centralizado de Addis Ababa mantuvo una política de minusvaloración de Eritrea y fue quitándole competencias poco a poco a lo largo de 10 años, tras los cuales la convirtió en otra provincia más al ocuparla militarmente.

## Desaparición
La federación dejó de existir oficialmente en 1962, año en que Etiopía movilizó una colonización y ocupación militar sobre el territorio eritreo y lo anexionó como una provincia más, dando por acabado así el régimen político de federación.
Este acto hizo reavivar el movimiento nacionalista eritreo que había surgido en la ocupación británica, y comenzó la lucha de Eritrea por su autodeterminación que duró 30 años.